# Омега-баріон
Омега-баріони — елементарні частинки, які в кварковій моделі не мають в своєму складі кварків першого покоління: d-кварків або u-кварків. Перший омега-баріон, омега-мінус-баріон, який складається з трьох дивних кварків, був експериментально зафіксований у 1964. Це було значним відкриттям, оскільки існування такої частинки в 1962 передбачив Маррі Гелл-Манн, оцінивши її масу й указавши канали розпаду. Крім 
Ω−
 спостерігалися ще два інші омега-баріони, в яких один дивний кварк заміщений чарівним або красивим кварком.  Інші передбачені теорією омега-баріони досі не спостерігалися. 
Усі омега-баріони мають нульовий ізоспін. 

## Перелік
| Частинка                                 | Символ  | Кварковий склад | Маса спокою МеВ/c2 | JP   | Q  | S  | C  | B  | Час життя s       | Розпадається на                                                                    |
| ---------------------------------------- | ------- | --------------- | ------------------ | ---- | -- | -- | -- | -- | ----------------- | ---------------------------------------------------------------------------------- |
| Омега-мінус-баріон                       | Ω−      | s               | 1672.45±0.29       | 3⁄2+ | −1 | −3 | 0  | 0  | (8.21±0.11)×10−11 | Λ0 + K− або Ξ0 + π− або Ξ− + π0                                                    |
| Чарівний омега-баріон                    | Ω0 c    | s c             | 2697.5±2.6         | 1⁄2+ | 0  | −2 | +1 | 0  | (6.9±1.2)×10−14   | Див. http://pdg.lbl.gov/2007/listings/s047.pdf [Архівовано 8 липня 2013 у WebCite] |
| Красивий омега-баріон                    | Ω− b    | s b             | 6054.4±6.8         | 1⁄2+ | −1 | −2 | 0  | −1 | (1.13±0.53)×10−12 | Ω− + J/ψ (seen)                                                                    |
| Подвійно чарівний омега-баріон†          | Ω+ cc   | s c             |                    | 1⁄2+ | +1 | −1 | +2 | 0  |                   |                                                                                    |
| Чарівний красивий омега-баріон†          | Ω0 cb   | s c b           |                    | 1⁄2+ | 0  | −1 | −1 | −1 |                   |                                                                                    |
| Подвійно красивий омега-баріон†          | Ω− bb   | s b             |                    | 1⁄2+ | −1 | −1 | 0  | −2 |                   |                                                                                    |
| Потрійно чарівний омега-баріон†          | Ω++ ccc | c               |                    | 3⁄2+ | +2 | 0  | +3 | 0  |                   |                                                                                    |
| Подвійно чарівний красивий омега-баріон† | Ω+ ccb  | c b             |                    | 1⁄2+ | +1 | 0  | +2 | −1 |                   |                                                                                    |
| Чарівний подвійно красивий омега-баріон† | Ω0 cbb  | c b             |                    | 1⁄2+ | 0  | 0  | +1 | −2 |                   |                                                                                    |
| Потрійно красивий омега-баріон†          | Ω− bbb  | b               |                    | 3⁄2+ | −1 | 0  | 0  | −3 |                   |                                                                                    |

† Частинки або їхні властивості, наприклад, спін, не спостерігалися або не вказані.